# Samson & Gert 6
Samson & Gert 6 is het zevende cd-album van de serie Samson en Gert. Het album verscheen op 21 juni 1996. Op het album zijn de stemmen van Danny Verbiest als Samson en Gert Verhulst als Gert te horen. De teksten zijn van Danny Verbiest, Gert Verhulst, Hans Bourlon en Ivo de Wijs. Alle muziek is van de hand van Johan Vanden Eede. In sommige liedjes zingt het koor De Wamblientjes mee o.l.v. Johan Waegeman. Dit album scoorde geen hits.

## Tracklist
| 1.                   | De mooiste dag             | 3:28 |
| 2.                   | De hik                     | 3:21 |
| 3.                   | Mac Samson en mac Gert     | 3:06 |
| 4.                   | De canon                   | 3:21 |
| 5.                   | Wij weten wat liefde is    | 3:53 |
| 6.                   | Sinterklaas en zwarte piet | 4:00 |
| 7.                   | Aap in huis                | 3:37 |
| 8.                   | Wie gaat er mee            | 2:08 |
| 9.                   | Cowboys en indianen        | 4:16 |
| 10.                  | Alles is op                | 3:27 |
| 11.                  | Het dierenkoor             | 3:48 |
| 12.                  | Vrienden                   | 4:25 |
| Totale duur: ± 43.00 |                            |      |

## Hits
Dit album stond van 6 juli 1996 tot 7 juni 1997 (43 weken) in de Ultratop 50 (Vlaanderen) waarvan het 1 week op nummer 1 stond.